# Setge de Lleida (1810)
El setge de Lleida fou una batalla que tingué lloc a Lleida durant la Guerra del Francès l'any 1810.

## Antecedents
Els espanyols van ser incapaços d'expulsar els francesos per la seva derrota a la batalla de Tudela el 23 de novembre de 1808 i els francesos avançaren de nou sobre Madrid derrotant pocs dies després als espanyols en la batalla de Somosierra, entrant a la capital el 4 de desembre. Soult rep ordres de l'emperador de perseguir i derrotar l'exèrcit anglès del general Moore, que ha de reembarcar durant la batalla de La Corunya. Saragossa quedà assetjada,
Amb Saragossa en mans franceses, Suchet va planejar avançar contra les ciutats espanyoles de Lleida i Mequinensa, però va rebre ordres d'anar directament contra València. El rei Josep Bonaparte estava en procés de prendre Andalusia i va creure que els exèrcits espanyols estaven a punt d'enfonsar-se. Suchet va obeir de mala gana el comandament del rei i el seu exèrcit va arribar als afores de València el 6 de març. Per manca d'artilleria i enfront d'un determinat conjunt de defensors, el general francès es va retirar després de bloquejar la ciutat per només quatre dies. De tornada a la seva base a Aragó, Suchet va passar unes setmanes suprimint guerrillers espanyols abans que estigués a punt per marxar a Lleida.
Saint-Cyr derrotà les tropes de Joan Miquel de Vives i Feliu a la batalla de Llinars i entren a la capital de Catalunya el 17 de desembre de 1808. Amb el front estabilitzat fins a la batalla de Valls, el 25 de febrer de 1809, la derrota espanyola permet que el 26 de febrer les tropes franceses entrin a Reus, i la mort de Teodoro Reding feu que Antonio Malet de Coupigny prengués el comandament de l'exèrcit espanyol a Catalunya interinament. Immediatament després, Girona, la defensa de la qual fou dirigida pel general Àlvarez de Castro, assetjada per Saint-Cyr entre maig i desembre de 1809. El 10 de desembre Girona capitulava davant el nou cap de les tropes franceses, el mariscal Charles Pierre François Augereau, duc de Castiglione.
Després de la desfeta de Vic, el general O'Donnell aconseguí reunir 15.000 homes i el dia 22 d'abril sortí de Tarragona i, passant per Montblanc, es dirigí cap a Lleida, amenaçada per les forces del mariscal Suchet, sent interceptat i derrotat en la batalla de Margalef el 23 d'abril.

## El setge
Havent eliminat l'exèrcit de socors de O'Donnell, Louis Gabriel Suchet va dirigir-se a Lleida i va exigir la rendició de la ciutat, però Jaime García Conde va rebutjar l'oferiment. La ciutat, a la riba oest del riu Segre amb un cap de pont al costat de l'est. El Turó de la Seu Vella al nord el coronava la ciutadella mentre que al turó de Gardeny, cap al sud es trobava el Castell de Gardeny i dos reductes. El mur nord entre la ciutadella i el Segre era particularment feble.
El setge formal va començar el 29 d'abril i el 7 de maig va tenir una bateria de canons pesats en acció Suchet va situar els homes de Musnier i la majoria de la seva cavalleria a la vora de l'est per vigilar les forces d'ajuda. Les tropes d'Habert es van situar a les murades septentrionals i occidentals a la riba oest. Un pont temporal connectava les dues parts del cos assetjant.
Les defenses de Lleida no estaven preparades per resistir l'artilleria de Suchet, que va atacar els bastions del Carme i la Magdalena causant-los greus danys. En sis dies, els canons van aconseguir obrir una bretxa a la muralla. Mentrestant, els francesos van atacar els forts al turó sud. Després d'una repulsió, els francesos van prendre els dos reductes la nit del 12 al 13 de maig. Al vespre del 13 de maig, les columnes d'assalt van atacar i prendre la bretxa. Els defensors havien construït una nova línia darrere de la bretxa, però els francesos també van superar aquestes defenses, i García Conde va ordenar que els seus soldats es retiressin a la ciutadella.
Sense escrúpols morals, Suchet va ordenar als seus soldats que conduïssin la població civil sota les muralles del castell. Qualsevol persona que va resistir va ser assassinada instantàniament pels soldats francesos. Després que el comandant espanyol va admetre als no combatents a la ciutadella, els francesos van començar un bombardeig d'angle alt del castell, usant obusos i morters que van matar a la majoria dels 500 civils que van morir durant el setge. Horroritzat per la matança García Conde va sol·licitar termes al migdia del 14 de maig.

## Conseqüències
La rendició va portar a 7.000 soldats espanyols com a presoners. Durant el setge, la guarnició espanyola va patir 1.700 morts i ferits. Entre els trofeus francesos hi havia sis generals, 307 oficials i 105 peces d'artilleria. Les baixes franceses eren d'uns 1.000 morts i ferits.
La presa de Lleida va ser l'inici d'una sèrie de setges reeixits de l'exèrcit de Suchet. Mequinensa va caure el 5 de juny de 1810, Tortosa el 2 de gener de 1811, Tarragona el 28 de juny, que li va valer a Suchet per ser nomenat Mariscal de França, Sagunt el 25 d'octubre de 1811, València el 9 de gener de 1812 i poc després Dénia i Peníscola, fent de Suchet senyor de València.